# 디아이티 (기업)
디아이티(Digital Imaging Technology Inc.)는 대한민국의 기업이다. 본사는 경기도 화성시 정남면 가장로 355-50에 위치해 있으며 대표이사는 박종철이다.SK하이닉스에 위해 기술혁신기업으로 선정된 적이 있다 SK하이닉스에 급속어닐링(RTA) 대비 뒤틀림 등 불량을 개선한 공정인 레이저 어닐링 장비를 공급한다

## 같이 보기
- 이오테크닉스

## 참고문헌
1. ↑  특징주, 디아이티-HBM(고대역폭메모리) 테마 상승세에 5.86% ↑, 매일경제, 2024-06-07
2. ↑  디아이티, 반도체 장비투자 업황 낙관 전망에 상한가, 아주뉴스, 2024-04-17
3. ↑  SK하이닉스, 6기 기술혁신기업에 '디아이티' 선정, 디지털투데이, 2022.07.20
4. ↑  노태민, 디아이티, SK하이닉스에 '레이저 어닐링' 장비 공급, 디일렉, 2023년 8월 7일